# نیو کریسا
نیو کریسا (به انگلیسی: New Carissa) یک کشتی است که طول آن 195 m (639.4 ft) می‌باشد. این کشتی در سال ۱۹۸۹ ساخته شد.